# Sprite (sét)

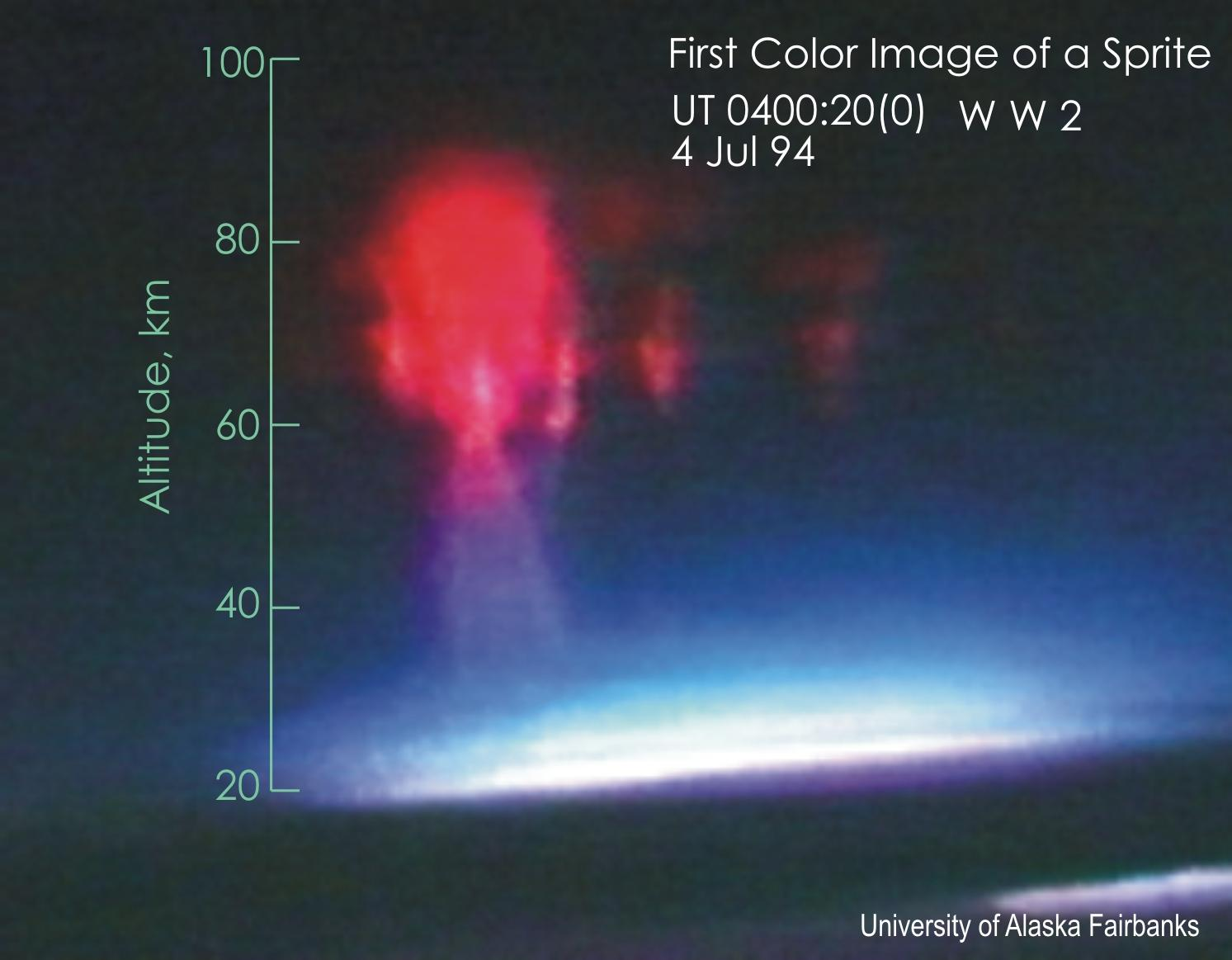
Bức ảnh màu đầu tiên của một sprite, được chụp từ máy bay

Sprite hay Sét dị hình, đôi khi gọi là siêu sét (megalightning) là sự phóng điện quy mô lớn xảy ra cao phía trên các đám mây dông, còn gọi là mây vũ tích, cho ra nhiều hình dạng sáng leo lét trên bầu trời đêm. Chúng thường được kích hoạt bởi sự phóng điện sét dương giữa mây dông và mặt đất.
Sprite trông như nhưng ánh chớp đỏ-cam. Chúng thường xảy ra theo một cụm ở trên tầng trung lưu với cao độ từ 50–90 km (31-56 dặm) bên trên bề mặt Trái Đất. Những báo cáo rời rạc về việc nhìn thấy sprite ít nhất từ năm 1886, nhưng chúng được chụp ảnh lần đầu vào 6 tháng 7 năm 1989 bởi các nhà khoa học từ Đại học Minnesota và sau đó được ghi hình hàng ngàn lần.
Sprite thỉnh thoảng được gọi không chính xác là sét thượng tầng khí quyển. Tuy nhiên, sprite là hiện tượng plasma lạnh, nó thiếu các kênh nhiệt độ cao của sét tầng đối lưu, do đó nó giống sự phát huỳnh quang hơn là phóng điện sét. Sprite thường gắn liền với các hiện tượng quang học trên khí quyển cao khác như blue jet và ELVES.
Cái tên gọi Sprite được đặt theo tên của một nhân vật Sprite (linh hồn của không khí) trong vở Giấc mộng đêm hè của Shakespeare.

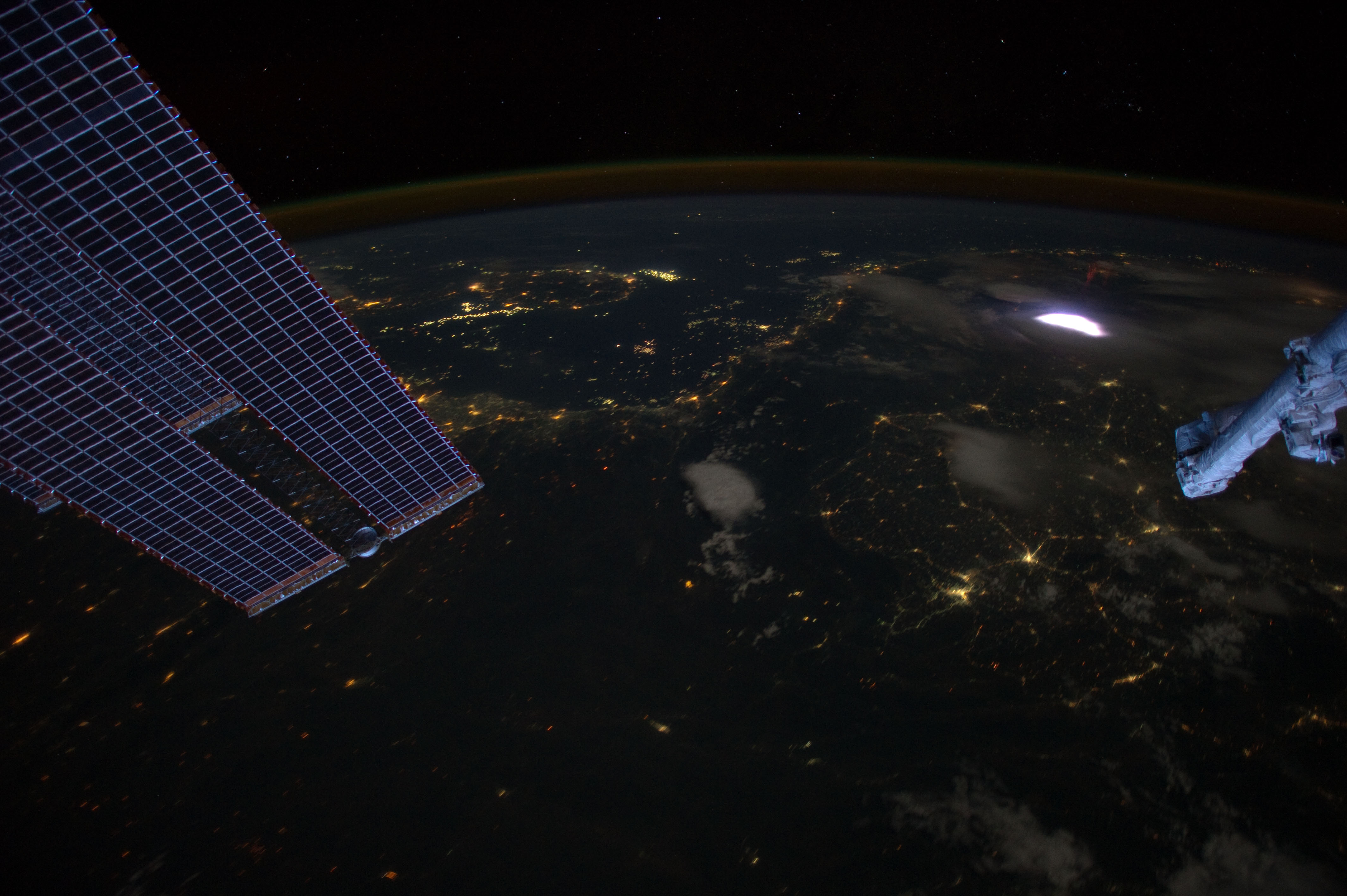
Một sprite được nhìn thấy từ Trạm vũ trụ Quốc tế ISS (màu đỏ mờ ở phía trên bên phải, bên trên tia sét).

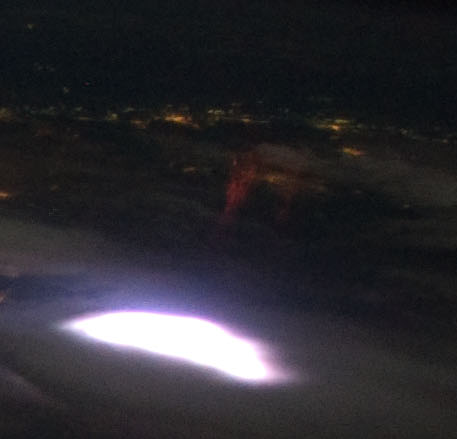
Sprite chụp từ ISS trong ảnh phía trên, được phóng to để thấy.

## Lịch sử
Báo cáo sớm nhất về những hiện tượng quang học ngắn ngủi bên trên đám mây dông có thể được tìm thấy trong giai thoại của Johann Georg Estor từ những năm 1730. Một báo cáo quan sát sớm khác bởi Toynbee và Mackenzie vào năm 1886. Người đoạt giải Nobel C. T. R. Wilson đã đề xuất vào năm 1925, dựa trên những lý thuyết, rằng sự đánh thủng có thể xảy ra trên tầng cao của khí quyển và cái được chứng kiến năm 1956 rất có thể là sprite. Chúng được ghi lại bằng hình ảnh lần đầu vào 6 tháng 7 năm 1989 khi các nhà khoa học từ Đại học Minnesota sử dụng camera nhạy sáng vô tình chụp được hình ảnh đầu tiên của cái mà sau này được gọi là sprite. Vài năm sau sự khám phá của chúng, chúng được đặt tên là sprite (tinh linh không khí) bởi bản tính khó nắm bắt của chúng. Kể từ khám phá năm 1989, sprite đã được chụp hàng chục nghìn lần, từ mặt đất, từ máy bay và từ không gian, và trở thành đối tượng bị điều tra ráo riết.
Vào năm 2016, các sprite đã được quan sát khi cơn bão Matthew đi qua vùng biển Caribe. Hiện vẫn chưa rõ liên hệ giữa sprite với các cơn bão nhiệt đới.

## Đặc điểm

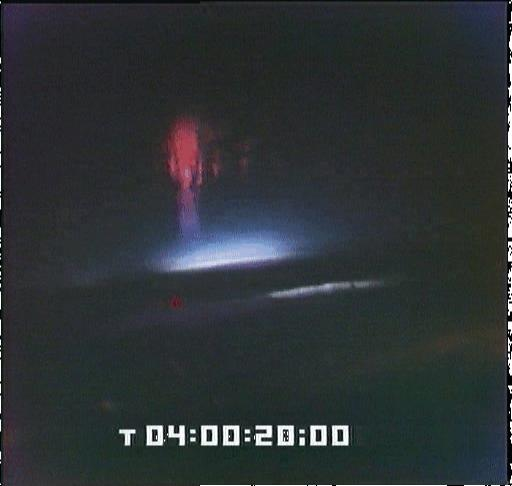
Một bức hình khác trong đoạn phim màu đầu tiên về sprite.

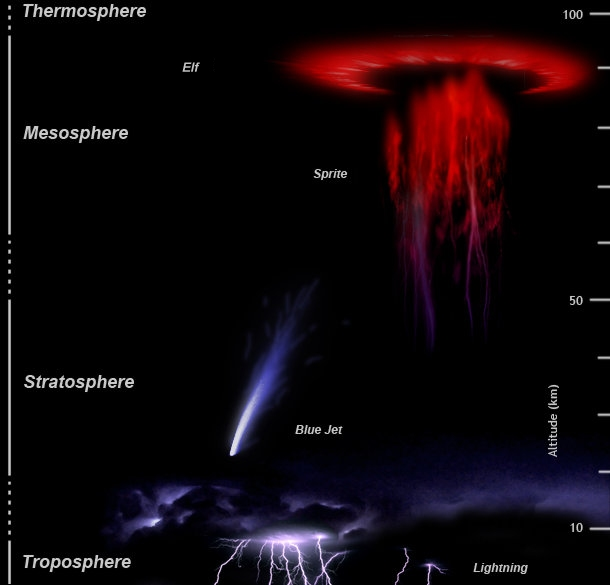
Các loại khác nhau của những hiện tượng điện trong khí quyển

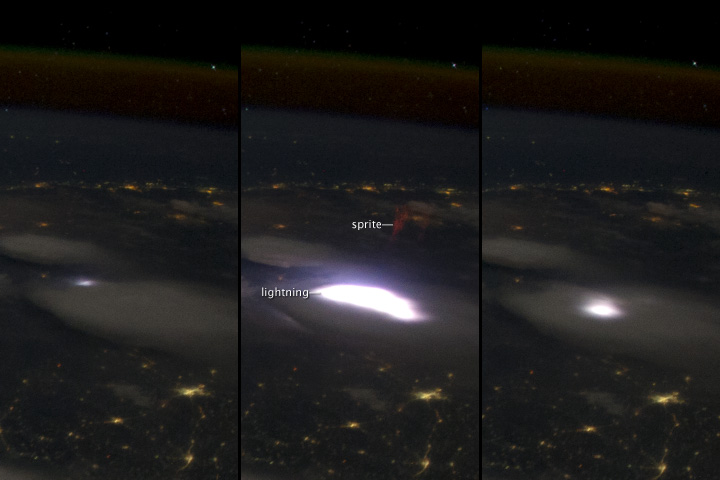
Ảnh chụp sprite từ Trạm vũ trụ Quốc tế trên vùng trời của Lào.

Sprite được quan sát ở Bắc Mỹ, Trung Mỹ, Nam Mỹ, Châu Âu, Trung Phi (Zaire), Úc, biển Nhật Bản và Châu Á và được tin rằng hầu như xuất hiện bên trên những hệ thống dông lớn. Sprite có màu đỏ cam ở phần trên, bên dưới là các hình tua màu xanh lam trông giống con sứa, và đôi khi còn có một vòng sáng màu đỏ, gọi là "quầng sprite" xuất hiện kèm theo. Quầng sprite là sự phát quang thoáng qua trên tầng cao của khí quyển, được tin là hình thành trong một quá trình vật lý tương tự sprite. Sprite và quầng của nó chỉ diễn ra trong khoảng thời gian rất ngắn, trong vài mili giây, dài hơn một chút so với chớp đối lưu thông thường, tuy nhiên nó khác với chớp tầng đối lưu ở chỗ nó thiếu các kênh plasma nóng. Sprite thường được kích hoạt bởi sự phóng điện sét dương giữa đám mây dông và mặt đất, dù các sprite gây ra bởi các sét âm mặt đất mạnh cũng đã được quan sát. Chúng thường xuất hiện theo cụm gồm khoảng hai hoặc nhiều hơn, ở trên độ cao vào khoảng từ 50 đến 90 kilômét (31 đến 56 mi), với các cấu trúc dạng giống như tua cuốn treo ở bên dưới, và các nhánh vươn ra phía trên.
Một đợt sét CG dương giữa mây dông và mặt đất có thể kích hoạt sprite và các hiện tượng phát sáng thoáng qua (transient luminous event) khác. Một lượng lớn điện tích dương được truyền xuống mặt đất khi có sét CG dương, khiến cho đám mây dư điện tích âm. Một hiệu điện thế và điện trường được sinh ra giữa vùng đỉnh mây và một lớp ion dương trên tầng điện ly. Hiệu điện thế này tuy khá thấp để đánh thủng không khí tại tầng đối lưu của cơn dông nhưng đủ để kích hoạt sự phóng điện nguội đối với lớp khí quyển rất cao và loãng hơn phía trên độ cao 70 km. Các luồng (streamer) phát sinh từ hệ kênh dẫn hai chiều của đám mây đưa dòng điện tích lên và hình thành sprite mà không làm nóng không khí.
Do mây vũ tích thường dày đặc và che kín phần lớn bầu trời bên trên trong cơn dông, việc nhìn thấy sprite trực tiếp (nếu chúng xuất hiện) ở nơi có cơn dông là không khả thi. Vì thế để ghi hình được sprite từ thiết bị trên mặt đất, phải thỏa mãn một số điều kiện như sau: cần có tầm nhìn rộng chừng 150–500 km (93–311 mi) ở khoảng cách khá xa từ nơi có cơn dông mạnh mẽ và phải có sét CG dương trong cơn dông, thiết bị ghi hình phải nhạy cảm với sắc đỏ của tia chớp, và bầu trời nơi đó phải rất tối (không có ánh đèn phản chiếu).
Ba kiểu sprite đã được xếp loại bởi Matthew 'Geoff' McHarg Ph.D. (U.AK) thuộc Học viện nghiên cứu Không Lực Hoa Kỳ (và NASA). Theo Rodger (1999), sử dụng một máy tăng cường hình ảnh trước máy quay tốc độ cao, McHarg và những nhà nghiên cứu của ông đã đặt tên cho sprite dựa trên những đặc điểm ngoại hình.
- Sprite dạng sứa  – rất lớn, lên đến 50 km × 50 km (31 mi × 31 mi).
- Sprite loại C hay sprite cột  – loại sprite bên trên khí quyển cao của Trái Đất mà vẫn chưa hoàn toàn được hiểu rõ.
- Sprite cà rốt  – là một sprite dạng cột có tua dài.

Các máy quay ghi hình quang học tốc độ cao 10,000 khung hình/giây cho thấy sprite thực chất là những cụm các vùng ion hóa dạng hình cầu có kích cỡ vài decamet (10–100 m hay 33–328 ft) hình thành ở độ cao trung bình khoảng 80 km (50 mi) và di chuyển xuống với tốc độ lên tới 10% tốc độ ánh sáng, tiếp sau đó một vài mili giây là một cụm ion hóa khác di chuyển lên trên. Sprite thường cách nơi có sét đánh tới 50 km (31 mi) theo chiều ngang, nó xuất hiện trễ hơn tia sét trên mặt đất khoảng vài mili giây, nhưng trường hợp hiếm có thể lên tới 100 mili giây.

## Quầng sprite
Quầng sprite là một vùng phát sáng mờ nhạt ngắn ngủi xuất hiện trước sprite khoảng một mili giây, nó có hình đĩa dẹt với đường kính xấp xỉ 50 kilômét (31 mi) và độ dày khoảng 10 kilômét (6,2 mi). Tâm của đĩa quầng nằm ở độ cao gần 70 kilômét (43 mi) bên trên nơi có sét đánh kích hoạt. Những quầng này được tin là được tạo ra trong một quá trình vật lý tương tự sprite, nhưng sự ion hóa quá yếu để vượt qua ngưỡng cần thiết để có thể tạo thành streamer. Chúng đôi khi bị nhầm lẫn với ELVES, do hình dạng tương tự và thời gian tồn tại ngắn ngủi của chúng.
Các nghiên cứu được thực hiện tại Đại học Stanford năm 2000 cho thấy rằng, không giống như sprite với các cấu trúc dạng cột sáng thẳng đứng, sự hiện diện của quầng sprite có thể thường đi kèm với các đợt phóng điện sét (âm) thông thường. Nghiên cứu năm 2004 bởi các nhà khoa học từ Đại học Tohoku đã phát hiện ra những sự phát sóng tần số rất thấp xảy ra cùng lúc với sprite, cho thấy rằng một đợt phóng điện bên trong đám mây có thể gây ra sprite.

## Sự cố liên quan của phương tiện trên không
Sprites đã bị cho rằng là nguyên nhân cho các sự cố tại nạn không thể giải thích được của các phương tiện có tầm hoạt động cao hơn các đám mây bão. Một ví dụ về điều này là sự cố của khinh khí cầu tầng bình lưu của NASA được phóng vào ngày 6 tháng 6 năm 1989, từ Palestine, Texas. Khinh khí cầu phải chịu một sự mất tải trọng không được kiểm soát trong khi bay ở độ cao 120.000 foot (37.000 m) trong cơn giông bão gần Graham, Texas. Nhiều tháng sau vụ tai nạn, một cuộc điều tra đã kết luận rằng một "tia sét" phóng lên từ những đám mây đã gây ra vụ việc. Việc quy kết vụ tai nạn cho một tia sprite đã bị hồi tố, vì thuật ngữ này khi đó chưa được đặt ra cho đến cuối năm 1993.